# Enosis ton Ellinidon
Enosis ton Ellinidon eller Union of Greek Women var en kvinnoförening i Grekland, grundad 1896. 
Föreningen grundades av Kalliroi Parren 1896. Den organiserade framgångsrikt kvinnor i krigsansträngningen under Grekisk-turkiska kriget. Föreningen anses vara den första nationella kvinnoföreningen i Grekland. Dess framgång anses ha bidragit till att minska den grekiska misstron mot kvinnors organisering och deltagande i det offentliga livet i Grekland. Kalliroi Parren grundade några år senare en feministisk kvinnoförening, Ethniko Symvoulio Hellenidon.